# Leonor da Inglaterra, Condessa de Bar
Leonor da Inglaterra (em inglês:  Eleanor; Castelo de Windsor, 18 de junho de 1269 – Gante, 12 de outubro de 1298) foi uma princesa da Inglaterra por nascimento e condessa de Bar como esposa de Henrique III de Bar.

## Família
Leonor foi a terceira filha e quinta criança nascida do rei Eduardo I de Inglaterra e de sua primeira esposa, Leonor de Castela.
Os seus avós paternos eram o rei Henrique III de Inglaterra e Leonor da Provença. Os seus avós maternos eram o rei Fernando III de Castela e Joana de Dammartin.
Margarida teve quinze irmãos, alguns deles eram: Afonso, Conde de Chester, Joana de Acre, Margarida, Duquesa de Brabante, Isabel de Rhuddlan, e o mais novo era o rei Eduardo II de Inglaterra.
Do segundo casamento do pai com Margarida de França, ela teve mais três meio-irmãos, Tomás de Brotherton, 1.º Conde de Norfolk, Edmundo de Woodstock, 1.º Conde de Kent e Leonor.

## Biografia
Em 1270, devido à partida dos seus pais para a Nona Cruzada, Leonor, seu irmão Henrique, e o primo deles, João da Bretanha, Conde de Richmond, filho da tia Beatriz de Inglaterra, foram criados no Castelo de Windsor pela avó, Leonor da Provença. Leonor era muito próxima do irmão doente, Henrique, até sua morte em 1274, aos seis anos de idade. Também era muito próxima de sua avó, em vista da ausência dos pais na sua infância. Ela somente viu os pais novamente quando eles retornaram em 1274. 
Em 8 de outubro de 1272 ou 1273, quando a princesa ainda era criança, Eduardo I arranjou o casamento de Leonor com o infante Afonso, filho de Pedro III de Aragão e Constança da Sicília, na esperança de formar uma aliança contra os franceses. 
Em 1281, o rei Pedro III pediu que Eduardo mandasse a princesa para Aragão para que fosse criada no país, mas o rei quis esperar mais um ano. Em 1282, eclodiu uma guerra entre os reinos de Aragão e Nápoles pelo controle da Sicília, sendo que o rei Filipe III de França e o Papa Martinho IV estavam do lado de Nápoles. Assim, Eduardo adiou novamente sua decisão de enviar a filha para Aragão. 
Somente em 1285, a partir da ascensão de Afonso como Afonso III ao trono, os jovens se casaram por procuração em 15 de agosto de 1290, na Abadia de Westminster. Porém, o casamento não foi consumado, e o marido de Leonor morreu em 18 de junho 1291, antes de Leonor se mudar para o país de Afonso. 
Seu segundo casamento foi com Henrique III, filho do conde Teobaldo II de Bar e de sua segunda esposa, Joana de Coucy. Eduardo queria uma aliança contra o rei Filipe IV de França, e a localização do ducado de Bar poderia lhe dar uma vantagem militar significativa. Portanto, Leonor e Henrique se casaram em 20 de setembro de 1293, na cidade de Bristol. 
O casal teve trêss filhos, um menino e duas meninas. O seu marido morreu em setembro de 1302, enquanto lutava ao lado do rei Carlos II de Nápoles contra as forças de Frederico II da Sicília.
Ela teria retornado à Inglaterra após a morte de Henrique, e o rei teria dado início à negociações, em 8 de maio de 1304, para um casamento com Roberto, filho de Otão IV, Conde da Borgonha e da condessa Matilde de Artésia. Contudo, é improvável que isso se aplique à Leonor, pois Roberto nasceu em 1300, sendo 30 anos mais novo do que ela. Por isso, é possível que esse noivado fosse com a outra Leonor, a filha de Eduardo com sua segunda esposa, que morreu jovem. 
Leonor morreu em Gante, em 12 de outubro de 1298, e foi enterrada na Abadia de Westminster, entre a Capela de Eduardo, o Confessor e a Capela de São Benedito.  

## Descendência
- Leonor, esposa de Llywelyn ap Owen, Senhor de Iscoed;
- Eduardo I de Bar (1296 - 11 de novembro de 1336), sucessor do pai. Foi casado com Maria de Borgonha, filha de Roberto II, Duque da Borgonha, com quem teve três filhos;
- Joana de Bar (m. 31 de agosto de 1361), esposa de João de Warenne, 7.° Conde de Surrey, mas não teve filhos.